# Élections municipales de 2014 dans la Manche

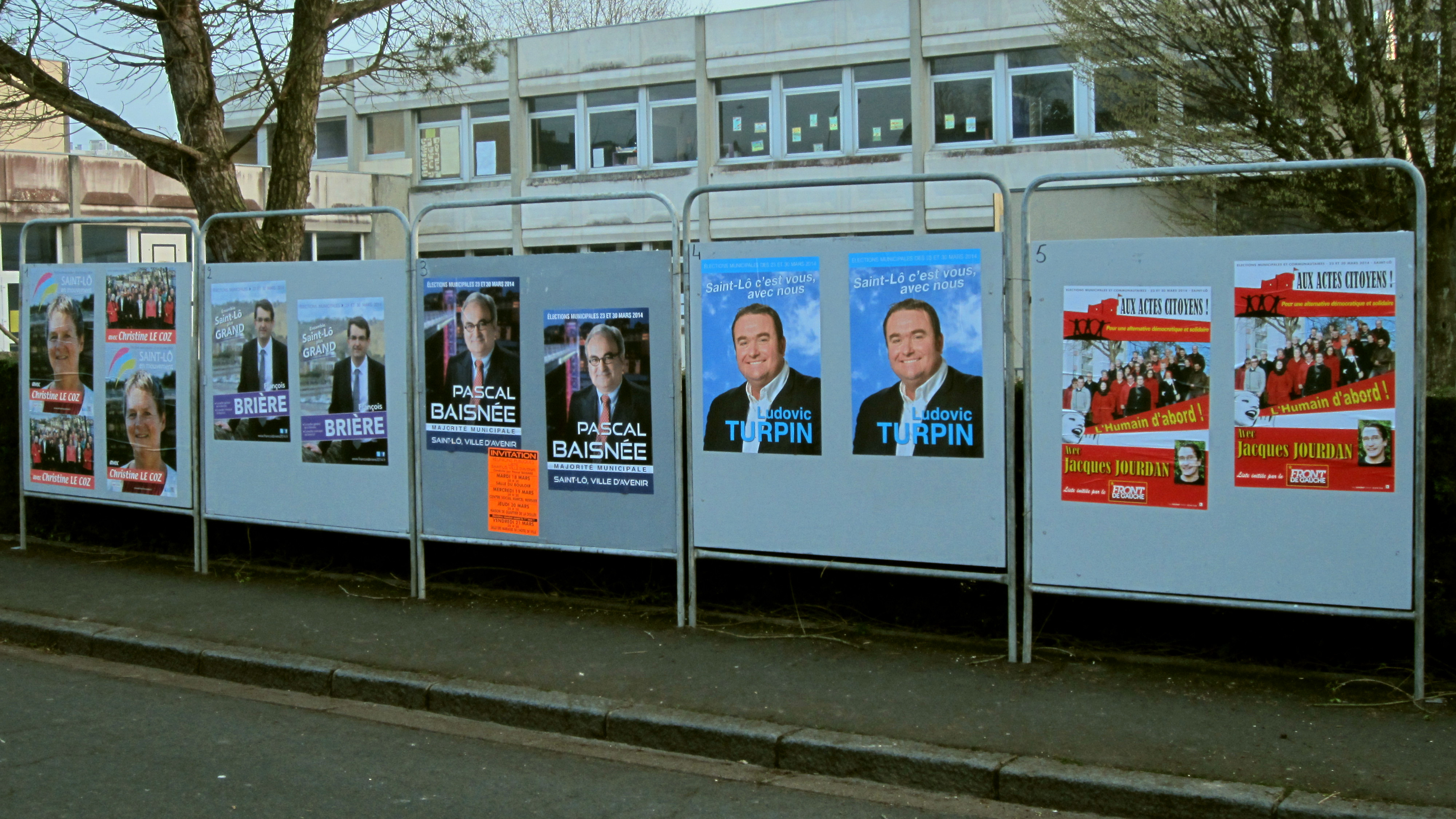
panneaux électoraux à Saint-Lô pour le premier tour

Les élections municipales dans la Manche se sont déroulées les 23 et 30 mars 2014.

## Élections 2014
Les modes de scrutin sont donc les suivants :
- communes de moins de 1 000 habitants : scrutin majoritaire plurinominal avec panachage[1], dans la Manche, 499 communes sont concernées soit 83,03 % ;
- communes de 1 000 habitants et plus : scrutin proportionnel de liste avec prime majoritaire et liste respectant la parité homme-femme[2], dans la Manche, 102 communes sont concernées soit 16,97 %.

Sept communes changent de mode de scrutin à l’occasion du recensement 2011 : Couville, Domjean, Folligny, Guilberville, Virey, Yquelon et Vasteville.
| Strates communes (2011)      | Nombre de conseillers municipaux | Nb communes | %       |
| ---------------------------- | -------------------------------- | ----------- | ------- |
| De 30 000 à 39 999 habitants | 39                               | 1           | 0,17 %  |
| De 20 000 à 29 999 habitants | 35                               | 0           | 0,00 %  |
| De 10 000 à 19 999 habitants | 33                               | 4           | 0,67 %  |
| De 5 000 à 9 999 habitants   | 29                               | 6           | 1,00 %  |
| De 3 500 à 4 999 habitants   | 27                               | 7           | 1,16 %  |
| De 2 500 à 3 499 habitants   | 23                               | 7           | 1,16 %  |
| De 1 500 à 2 499 habitants   | 19                               | 35          | 5,82 %  |
| De 500 à 1 499 habitants     | 15                               | 176         | 29,28 % |
| De 100 à 499 habitants       | 11                               | 330         | 54,91 % |
| Moins de 100 habitants       | 7                                | 35          | 5,82 %  |

À la clôture des dépôts de candidatures pour le premier tour, seule la commune de Beuzeville-au-Plain ne comptait aucune candidature. La préfecture a enregistré 11 548 candidatures pour 7 875 sièges de conseillers municipaux à pourvoir dans la Manche.
| Arrondissement                             | Communes de - de 1000 habitants | Communes de + de 1000 habitants | Total  |
| ------------------------------------------ | ------------------------------- | ------------------------------- | ------ |
| Arrondissement de Saint-Lô (122 communes)  | 1 545                           | 809 (37 listes)                 | 2 354  |
| Arrondissement d'Avranches (160 communes)  | 1 909                           | 1 118 (53 listes)               | 3 027  |
| Arrondissement de Coutances (130 communes) | 1 697                           | 642 (34 listes)                 | 2 339  |
| Arrondissement de Cherbourg (189 communes) | 2 211                           | 1 617 (75 listes)               | 3 828  |
| Total                                      | 7 362                           | 4 186 (199 listes)              | 11 548 |

La participation au premier tour est de 67,03 % (contre 71,06 % en 2008). À la suite du premier tour, 472 communes ont leurs conseils municipaux constitués. Il reste 129 communes sur les 601 du département de la Manche à organiser un second.
Dans les communes de plus de 1000 habitants, on compte dix-sept communes dont :
- une quadrangulaire : Granville ;
- dix triangulaires : Agon-Coutainville, Bricquebec, Condé-sur-Vire, Picauville, Les Pieux, Pontorson, Saint-Lô, Siouville-Hague, Tourlaville, Villedieu-les-Poêles ;
- six duels : Agneaux, Beaumont-Hague, Cherbourg-Octeville, Cérences, Le Val-Saint-Père, Mortain

Dans les communes de moins de 1000 habitants, 1 049 candidatures sont enregistrées dont Beuzeville-au-Plain.

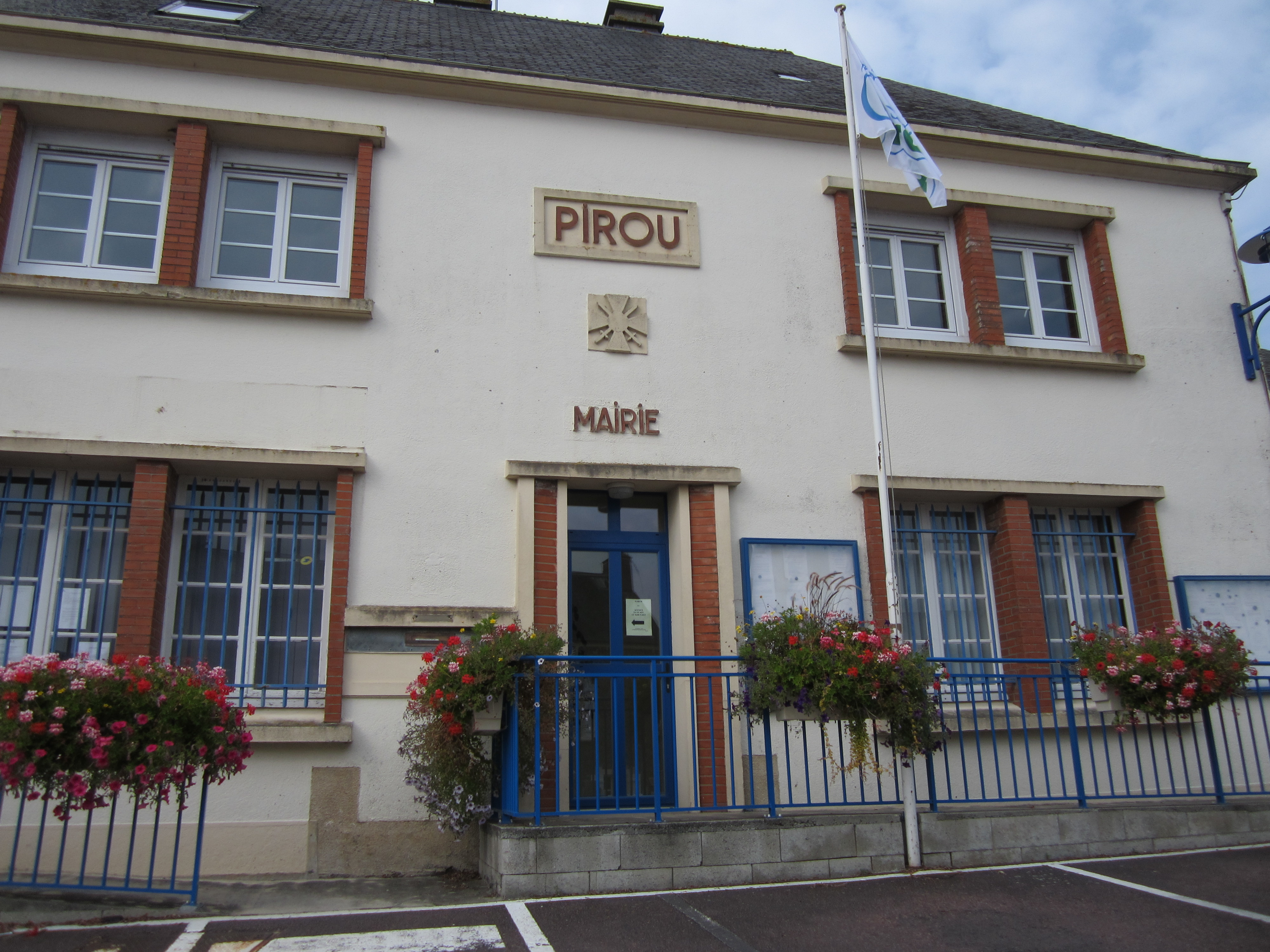
Mairie de Pirou

Faute de candidat, huit communes, qui n'ont pourtant pas un conseil municipal au complet, n'organisent pas de second tour. Ce sont : Aumeville-Lestre (1 siège non pourvu), Boutteville (2 sièges), Dangy (2 sièges), Husson (1 siège), Le Mesnil-Herman (2 sièges), Le Mesnil-Tôve (3 sièges), Le Vicel (2 sièges) et Villiers-Fossard (5 sièges).
Le tribunal administratif de Caen a enregistré 9 recours après les élections :
- Saint-Marcouf : le recours vise un bulletin nul qui change l'élection d'un conseiller[8] ;
- Gouville-sur-Mer ;
- Pirou : Le cas de Pirou est assez particulier puisqu'il a été découvert plus de 200 bulletins défectueux (il manquait un nom d'imprimé sur celui-ci) entrainant leur annulation et par conséquent changeant le résultat de l'élection[9] ;
- Sourdeval : le maire est élu avec une seule voix d'avance entrainant un recours déposé par la liste battue[10] ;
- Fermanville : la tête de liste possédait le statut de préfet hors cadre[11] ;
- Cherbourg-Octeville : David Margueritte dénonce la distribution d'un tract et l'envoi de textos lors des derniers jours de la campagne[12] ;
- Cérences ;
- Doville ;
- Sottevast.

Par ailleurs, 36 scrutins ont été déférés par le préfet pour des problèmes purement de forme.
Le 3 juin 2014, le tribunal administratif déclare les fameux bulletins de Pirou comme valides et c'est la liste de Noëlle Leforestier qui remporte finalement la majorité des suffrages.

### Évolution de la participation
Pour le premier tour, le département de la Manche totalise 377 734 inscrits sur ses listes ; Avec 253 188 votants, le taux de participation est de 67,09 %.
Si on veut distinguer selon le mode de scrutin, le taux dans les villes à scrutin majoritaire est de 72,21% alors que dans celles à scrutin de liste, le taux est de 63,7%. Dans les 36 communes où une seule liste était en lice, si le taux de participation reste comparable (62,79 %), 29,85 % des votants ont voté blanc ou nul.
Pour le deuxième tour, 73 955 électeurs se sont déplacés sur les 116 732 convoqués, soit un taux de participation de 63,35 %.
| Date         | Point à 11h45           | Point à 16h45            | Taux final |
| ------------ | ----------------------- | ------------------------ | ---------- |
| 21 mars 2014 | 19,73% (76 236 votants) | 54,27 % (76 236 votants) | 63.66 %    |
| 2008         | 16,50 %                 | 56,00 %                  | 71,06 %    |
| 30 mars 2014 | 24,20 %                 | 61,23 %                  |            |
| 2008         | 22,60 %                 | 56,93 %                  | 65,20 %    |

## Maires sortants et maires élus
Sur les 102 communes ayant plus de 1 000 habitants dont le scrutin était un scrutin de liste bloquée paritaire, 55 maires sortants ont été réélus (53,9 % du total des 102).
Parmi les plus grandes communes de plus de 5 000 habitants, les faits marquants sont la défaite de Daniel Caruhel à Granville, de Guénhaël Huet à Avranches, de Christian Lemarchand à La Glacerie ou encore le revers de la liste où figurait François Digard à Saint-Lô. Jean-Michel Houllegatte est quant à lui pour la première fois élu maire par les urnes : en 2012, il était devenu maire à la suite de la démission de Bernard Cazeneuve. Pour ce qui est d'un bilan plus général, la gauche perd Bréhal au profit de l'UDI, Les Pieux et Pontorson face à la droite, mais compense par les gains de La Glacerie et de Saint-Sauveur-le-Vicomte. La droite conserve la plus grande partie des villes du département tandis que les centristes se maintiennent dans leurs mairies et remportent celle de Villedieu-les-Poêles. 
| Commune                    | Population | Maire sortant           | Parti | Parti | Maire élu               | Parti | Parti |
| -------------------------- | ---------- | ----------------------- | ----- | ----- | ----------------------- | ----- | ----- |
| Agneaux                    | 4 192      | Alain Métral            |       | UMP   | Alain Sévêque           |       | DVD   |
| Agon-Coutainville          | 2 842      | Max Avenel              |       | DVD   | Christian Dutertre      |       | DVD   |
| Avranches                  | 7 950      | Guénhaël Huet           |       | UMP   | David Nicolas           |       | DIV   |
| Barneville-Carteret        | 2 290      | Jean-Luc Boussard       |       | DVD   | Pierre Gehanne          |       | DVD   |
| Brécey                     | 2 159      | Bernard Tréhet          |       | UDI   | Bernard Tréhet          |       | UDI   |
| Bréhal                     | 3 073      | Jules Périer            |       | PS    | Michel Caens            |       | UDI   |
| Bricquebec                 | 4 260      | Henri-Louis Védie       |       | DVD   | Patrice Pillet          |       | DVD   |
| Brix                       | 2 069      | Daniel Lebunetel        |       | DVD   | Noëlle Benoist          |       | DVD   |
| Carentan                   | 6 003      | Jean-Pierre Lhonneur    |       | UMP   | Jean-Pierre Lhonneur    |       | UMP   |
| Cherbourg-Octeville        | 37 754     | Jean-Michel Houllegatte |       | PS    | Jean-Michel Houllegatte |       | PS    |
| Condé-sur-Vire             | 3 342      | Chantal Jouin           |       | DVD   | Laurent Pien            |       | DVD   |
| Coutances                  | 9 311      | Yves Lamy               |       | UMP   | Yves Lamy               |       | UMP   |
| Créances                   | 2 190      | Henri Lemoigne          |       | DVD   | Henri Lemoigne          |       | DVD   |
| Donville-les-Bains         | 3 253      | Jean-Paul Launay        |       | UMP   | Jean-Paul Launey        |       | UMP   |
| Ducey                      | 2 487      | Henri-Jacques Dewitte   |       | UDI   | Denis Laporte           |       | UDI   |
| Équeurdreville-Hainneville | 17 386     | Bernard Cauvin          |       | PS    | Bernard Cauvin          |       | PS    |
| Gouville-sur-Mer           | 2 023      | Érick Beaufils          |       | DVD   | Érick Beaufils          |       | DVD   |
| Granville                  | 12 999     | Daniel Caruhel          |       | DVG   | Dominique Baudry        |       | DVD   |
| Isigny-le-Buat             | 3 306      | Érick Goupil            |       | UDI   | Érick Goupil            |       | UDI   |
| Jullouville                | 2 355      | Louis Forget            |       | UMP   | Alain Brière            |       | UMP   |
| La Glacerie                | 5 578      | Christian Lemarchand    |       | UMP   | Jean-Marie Lincheneau   |       | PS    |
| Les Pieux                  | 3 527      | Bruno Cottebrune        |       | DVG   | Jacques Lepetit         |       | DVD   |
| Lessay                     | 2 025      | Claude Tarin            |       | DVD   | Claude Tarin            |       | DVD   |
| Marigny                    | 2 152      | Bernard Brignot         |       | DVD   | Fabrice Lemazurier      |       | DVD   |
| Montebourg                 | 2 098      | Jean-Pierre Mauquest    |       | DVD   | Jean-Pierre Mauquest    |       | DVD   |
| Percy                      | 2 289      | Philippe Le Gallet      |       | DVD   | Charly Varin            |       | DVD   |
| Périers                    | 2 373      | Gabriel Daube           |       | UDI   | Gabriel Daube           |       | UDI   |
| Pontorson                  | 4 138      | Patrick Larivière       |       | PS    | André Denot             |       | DVD   |
| Querqueville               | 5 136      | Jean-Michel Maghe       |       | DVD   | Jean-Michel Maghe       |       | DVD   |
| Saint-Amand                | 2 293      | Bernard Brun            |       | UDI   | Jean Lebouvier          |       | UDI   |
| Saint-Hilaire-du-Harcouët  | 3 969      | Gilbert Badiou          |       | DVD   | Gilbert Badiou          |       | DVD   |
| Saint-James                | 2 718      | Michel Thoury           |       | UMP   | Nathalie Panassié       |       | DVD   |
| Saint-Lô                   | 18 874     | François Digard         |       | UMP   | François Brière         |       | DVD   |
| Saint-Martin-des-Champs    | 2 245      | Louis Pinson            |       | DVD   | Jacques Lucas           |       | DVD   |
| Saint-Pair-sur-Mer         | 3 896      | Albert Noury            |       | DVD   | Bertrand Sorre          |       | DVD   |
| Saint-Sauveur-le-Vicomte   | 2 120      | Michel Quinet           |       | UDI   | Denise Vasselin         |       | DVG   |
| Sourdeval                  | 2 733      | Albert Bazire           |       | UMP   | Albert Bazire           |       | UMP   |
| Torigni-sur-Vire           | 2 362      | Anne-Marie Cousin       |       | UDI   | Anne-Marie Cousin       |       | UDI   |
| Tourlaville                | 15 836     | Gilbert Lepoittevin     |       | PS    | Gilbert Lepoittevin     |       | PS    |
| Urville-Nacqueville        | 2 191      | Yveline Druez           |       | PS    | Yveline Druez           |       | PS    |
| Valognes                   | 7 057      | Jacques Coquelin        |       | DVD   | Jacques Coquelin        |       | DVD   |
| Villedieu-les-Poêles       | 3 833      | Daniel Macé             |       | DVD   | Philippe Lemaître       |       | UDI   |

### Résultats en nombre de maires
| Partis       | Partis                            | Maires sortants | Maires élus | Évolution     |
| ------------ | --------------------------------- | --------------- | ----------- | ------------- |
|              | Divers droite                     | 17              | 22          | 5             |
|              | Union pour un mouvement populaire | 10              | 5           | 5             |
|              | UDI                               | 7               | 8           | 1             |
| Total droite | Total droite                      | 34              | 35          | 1             |
|              | Parti socialiste                  | 6               | 5           | 1             |
|              | Divers gauche                     | 2               | 2           | en stagnation |
| Total gauche | Total gauche                      | 8               | 7           | 1             |
| Total        | Total                             | 42              | 42          | -             |

## Résultats dans les communes de plus de2 000 habitants

### Agneaux
- Maire sortant : Alain Métral
- 27 sièges à pourvoir au conseil municipal (population légale 2011 : 4 192 habitants)
- 5 sièges à pourvoir au conseil communautaire (CA Saint-Lô Agglo)

| Tête de liste  | Tête de liste  | Liste          | Premier tour | Premier tour | Second tour | Second tour | Sièges | Sièges |
| Tête de liste  | Tête de liste  | Liste          | Voix         | %            | Voix        | %           | CM     | CC     |
| -------------- | -------------- | -------------- | ------------ | ------------ | ----------- | ----------- | ------ | ------ |
|                | Alain Sévêque  | DVD            | 955          | 44,87        | 1 185       | 56,88       | 21     | 4      |
|                | Daniel Depincé | DVG            | 632          | 29,69        | 898         | 43,11       | 6      | 1      |
|                | Claude Duguey  | UDI-MoDem      | 541          | 25,42        |             |             |        |        |
|                |                |                |              |              |             |             |        |        |
| Inscrits       | Inscrits       | Inscrits       | 3 355        | 100,00       | 3 355       | 100,00      |        |        |
| Abstentions    | Abstentions    | Abstentions    | 1 141        | 34,01        | 1 157       | 34,49       |        |        |
| Votants        | Votants        | Votants        | 2 214        | 65,99        | 2 198       | 65,51       |        |        |
| Blancs et nuls | Blancs et nuls | Blancs et nuls | 86           | 3,88         | 115         | 5,23        |        |        |
| Exprimés       | Exprimés       | Exprimés       | 2 128        | 96,12        | 2 083       | 94,77       |        |        |

### Agon-Coutainville
- Maire sortant : Max Avenel
- 23 sièges à pourvoir au conseil municipal (population légale 2011 : 2 842 habitants)
- 4 sièges à pourvoir au conseil communautaire (CC Coutances Mer et Bocage)

| Tête de liste            | Tête de liste           | Liste          | Premier tour | Premier tour | Second tour | Second tour | Sièges | Sièges |
| Tête de liste            | Tête de liste           | Liste          | Voix         | %            | Voix        | %           | CM     | CC     |
| ------------------------ | ----------------------- | -------------- | ------------ | ------------ | ----------- | ----------- | ------ | ------ |
|                          | Christian Dutertre      | DVD            | 779          | 44,95        | 836         | 46,86       | 17     | 3      |
|                          | Max Avenel *            | SE             | 562          | 32,42        | 590         | 33,07       | 4      | 1      |
|                          | Arlette Laplace-dolonde | DVG            | 392          | 22,61        | 358         | 20,06       | 2      |        |
|                          |                         |                |              |              |             |             |        |        |
| Inscrits                 | Inscrits                | Inscrits       | 2 643        | 100,00       | 2 643       | 100,00      |        |        |
| Abstentions              | Abstentions             | Abstentions    | 840          | 31,78        | 828         | 31,33       |        |        |
| Votants                  | Votants                 | Votants        | 1 803        | 68,22        | 1 815       | 68,67       |        |        |
| Blancs et nuls           | Blancs et nuls          | Blancs et nuls | 70           | 3,88         | 31          | 1,71        |        |        |
| Exprimés                 | Exprimés                | Exprimés       | 1 733        | 96,12        | 1 784       | 98,29       |        |        |
| * Liste du maire sortant |                         |                |              |              |             |             |        |        |

### Avranches
- Maire sortant : Guénhaël Huet (UMP)
- 29 sièges à pourvoir au conseil municipal (population légale 2011 : 7 950 habitants)
- 10 sièges à pourvoir au conseil communautaire (CA Mont-Saint-Michel-Normandie)

|                          | David Nicolas   | SE             | 1 786 | 53,58  | 23 | 8 |  |  |
|                          | Guénhaël Huet * | DVD            | 1 547 | 46,41  | 6  | 2 |  |  |
|                          |                 |                |       |        |    |   |  |  |
| Inscrits                 | Inscrits        | Inscrits       | 5 559 | 100,00 |    |   |  |  |
| Abstentions              | Abstentions     | Abstentions    | 2 100 | 37,78  |    |   |  |  |
| Votants                  | Votants         | Votants        | 3 459 | 62,22  |    |   |  |  |
| Blancs et nuls           | Blancs et nuls  | Blancs et nuls | 126   | 3,64   |    |   |  |  |
| Exprimés                 | Exprimés        | Exprimés       | 3 333 | 96,36  |    |   |  |  |
| * Liste du maire sortant |                 |                |       |        |    |   |  |  |

### Barneville-Carteret
- Maire sortant : Jean-Luc Boussard
- 19 sièges à pourvoir au conseil municipal (population légale 2011 : 2 290 habitants)
- 8 sièges à pourvoir au conseil communautaire (CA du Cotentin)

|                | Pierre Gehanne    | SE             | 681   | 51,66  | 15 | 6 |  |  |
|                | Alain Desplanques | SE             | 369   | 27,99  | 2  | 1 |  |  |
|                | David Legouet     | SE             | 268   | 20,33  | 2  | 1 |  |  |
|                |                   |                |       |        |    |   |  |  |
| Inscrits       | Inscrits          | Inscrits       | 1 963 | 100,00 |    |   |  |  |
| Abstentions    | Abstentions       | Abstentions    | 585   | 29,80  |    |   |  |  |
| Votants        | Votants           | Votants        | 1 378 | 70,20  |    |   |  |  |
| Blancs et nuls | Blancs et nuls    | Blancs et nuls | 60    | 4,35   |    |   |  |  |
| Exprimés       | Exprimés          | Exprimés       | 1 318 | 95,65  |    |   |  |  |

### Brécey
- Maire sortant : Bernard Tréhet
- 19 sièges à pourvoir au conseil municipal (population légale 2011 : 2 159 habitants)
- 11 sièges à pourvoir au conseil communautaire (CA Mont-Saint-Michel-Normandie)

|                          | Bernard Tréhet * | UDI            | 700   | 100,00 | 19 | 11 |  |  |
|                          |                  |                |       |        |    |    |  |  |
| Inscrits                 | Inscrits         | Inscrits       | 1 756 | 100,00 |    |    |  |  |
| Abstentions              | Abstentions      | Abstentions    | 612   | 34,85  |    |    |  |  |
| Votants                  | Votants          | Votants        | 1 144 | 65,15  |    |    |  |  |
| Blancs et nuls           | Blancs et nuls   | Blancs et nuls | 444   | 38,81  |    |    |  |  |
| Exprimés                 | Exprimés         | Exprimés       | 700   | 61,19  |    |    |  |  |
| * Liste du maire sortant |                  |                |       |        |    |    |  |  |

### Bréhal
- Maire sortant : Jules Périer
- 23 sièges à pourvoir au conseil municipal (population légale 2011 : 3 073 habitants)
- 4 sièges à pourvoir au conseil communautaire (CC de Granville, Terre et Mer)

|                | Michel Caens       | UDI            | 1 207 | 75,24  | 21 | 4 |  |  |
|                | Jean-Pierre Masson | FN             | 397   | 24,75  | 2  |   |  |  |
|                |                    |                |       |        |    |   |  |  |
| Inscrits       | Inscrits           | Inscrits       | 2 642 | 100,00 |    |   |  |  |
| Abstentions    | Abstentions        | Abstentions    | 847   | 32,06  |    |   |  |  |
| Votants        | Votants            | Votants        | 1 795 | 67,94  |    |   |  |  |
| Blancs et nuls | Blancs et nuls     | Blancs et nuls | 191   | 10,64  |    |   |  |  |
| Exprimés       | Exprimés           | Exprimés       | 1 604 | 89,36  |    |   |  |  |

### Bricquebec
- Maire sortant : Henri-Louis Védie
- 27 sièges à pourvoir au conseil municipal (population légale 2011 : 4 260 habitants)
- 7 sièges à pourvoir au conseil communautaire (CC du Cœur du Cotentin)

| Tête de liste            | Tête de liste       | Liste          | Premier tour | Premier tour | Second tour | Second tour | Sièges | Sièges |
| Tête de liste            | Tête de liste       | Liste          | Voix         | %            | Voix        | %           | CM     | CC     |
| ------------------------ | ------------------- | -------------- | ------------ | ------------ | ----------- | ----------- | ------ | ------ |
|                          | Henri-Louis Védie * | DVD            | 833          | 41,58        | 963         | 43,12       | 6      | 1      |
|                          | Patrice Pillet      | SE             | 825          | 41,18        | 1 057       | 47,33       | 20     | 6      |
|                          | Sylvie Le Bail      | DVG            | 345          | 17,22        | 213         | 9,53        | 1      |        |
|                          |                     |                |              |              |             |             |        |        |
| Inscrits                 | Inscrits            | Inscrits       | 3 438        | 100,00       | 3 440       | 100,00      |        |        |
| Abstentions              | Abstentions         | Abstentions    | 1 380        | 40,14        | 1 176       | 34,19       |        |        |
| Votants                  | Votants             | Votants        | 2 058        | 59,86        | 2 264       | 65,81       |        |        |
| Blancs et nuls           | Blancs et nuls      | Blancs et nuls | 55           | 2,67         | 31          | 1,37        |        |        |
| Exprimés                 | Exprimés            | Exprimés       | 2 003        | 97,33        | 2 233       | 98,63       |        |        |
| * Liste du maire sortant |                     |                |              |              |             |             |        |        |

### Brix
- Maire sortant : Daniel Lebunetel
- 19 sièges à pourvoir au conseil municipal (population légale 2011 : 2 069 habitants)
- 3 sièges à pourvoir au conseil communautaire (CA du Cotentin)

|                | Noëlle Benoist   | SE             | 757   | 69,70  | 16 | 3 |  |  |
|                | Philippe Vautier | SE             | 329   | 30,29  | 3  |   |  |  |
|                |                  |                |       |        |    |   |  |  |
| Inscrits       | Inscrits         | Inscrits       | 1 761 | 100,00 |    |   |  |  |
| Abstentions    | Abstentions      | Abstentions    | 624   | 35,43  |    |   |  |  |
| Votants        | Votants          | Votants        | 1 137 | 64,57  |    |   |  |  |
| Blancs et nuls | Blancs et nuls   | Blancs et nuls | 51    | 4,49   |    |   |  |  |
| Exprimés       | Exprimés         | Exprimés       | 1 086 | 95,51  |    |   |  |  |

### Carentan
- Maire sortant : Jean-Pierre Lhonneur (UMP)
- 29 sièges à pourvoir au conseil municipal (population légale 2011 : 6 003 habitants)
- 12 sièges à pourvoir au conseil communautaire (CC de la Baie du Cotentin)

|                          | Jean-Pierre Lhonneur * | DVD            | 1 844 | 69,79  | 25 | 10 |  |  |
|                          | Pascal Guilbert        | DVG            | 798   | 30,20  | 4  | 2  |  |  |
|                          |                        |                |       |        |    |    |  |  |
| Inscrits                 | Inscrits               | Inscrits       | 4 239 | 100,00 |    |    |  |  |
| Abstentions              | Abstentions            | Abstentions    | 1 497 | 35,31  |    |    |  |  |
| Votants                  | Votants                | Votants        | 2 742 | 64,69  |    |    |  |  |
| Blancs et nuls           | Blancs et nuls         | Blancs et nuls | 100   | 3,65   |    |    |  |  |
| Exprimés                 | Exprimés               | Exprimés       | 2 642 | 96,35  |    |    |  |  |
| * Liste du maire sortant |                        |                |       |        |    |    |  |  |

### Cherbourg-Octeville
- Maire sortant : Jean-Michel Houllegatte (PS)
- 39 sièges à pourvoir au conseil municipal (population légale 2011 : 37 754 habitants)
- 22 sièges à pourvoir au conseil communautaire ()

| Tête de liste            | Tête de liste             | Liste          | Premier tour | Premier tour | Second tour | Second tour | Sièges | Sièges |
| Tête de liste            | Tête de liste             | Liste          | Voix         | %            | Voix        | %           | CM     | CC     |
| ------------------------ | ------------------------- | -------------- | ------------ | ------------ | ----------- | ----------- | ------ | ------ |
|                          | Jean-Michel Houllegatte * | PS             | 4 578        | 39,19        | 6 400       | 51,80       | 30     | 17     |
|                          | David Margueritte         | UMP            | 3 978        | 34,06        | 5 954       | 48,19       | 9      | 5      |
|                          | Jean Levallois            | DVD            | 1 818        | 15,56        |             |             |        |        |
|                          | Ralph Lejamtel            | FG             | 1 305        | 11,17        |             |             |        |        |
|                          |                           |                |              |              |             |             |        |        |
| Inscrits                 | Inscrits                  | Inscrits       | 23 224       | 100,00       | 23 224      | 100,00      |        |        |
| Abstentions              | Abstentions               | Abstentions    | 11 082       | 47,72        | 10 393      | 44,75       |        |        |
| Votants                  | Votants                   | Votants        | 12 142       | 52,28        | 12 831      | 55,25       |        |        |
| Blancs et nuls           | Blancs et nuls            | Blancs et nuls | 463          | 3,81         | 477         | 3,72        |        |        |
| Exprimés                 | Exprimés                  | Exprimés       | 11 679       | 96,19        | 12 354      | 96,28       |        |        |
| * Liste du maire sortant |                           |                |              |              |             |             |        |        |

### Condé-sur-Vire
- Maire sortant : Chantal Jouin
- 23 sièges à pourvoir au conseil municipal (population légale 2011 : 3 342 habitants)
- 4 sièges à pourvoir au conseil communautaire (CA Saint-Lô Agglo)

| Tête de liste  | Tête de liste  | Liste          | Premier tour | Premier tour | Second tour | Second tour | Sièges | Sièges |
| Tête de liste  | Tête de liste  | Liste          | Voix         | %            | Voix        | %           | CM     | CC     |
| -------------- | -------------- | -------------- | ------------ | ------------ | ----------- | ----------- | ------ | ------ |
|                | Laurent Pien   | DVD            | 848          | 47,26        | 912         | 50,08       | 18     | 3      |
|                | Joël Vaudru    | DVD            | 544          | 30,32        | 576         | 31,63       | 3      | 1      |
|                | Alain Lenesley | UMP-UDI        | 402          | 22,40        | 333         | 18,28       | 2      |        |
|                |                |                |              |              |             |             |        |        |
| Inscrits       | Inscrits       | Inscrits       | 2 593        | 100,00       | 2 592       | 100,00      |        |        |
| Abstentions    | Abstentions    | Abstentions    | 678          | 26,15        | 712         | 27,47       |        |        |
| Votants        | Votants        | Votants        | 1 915        | 73,85        | 1 880       | 72,53       |        |        |
| Blancs et nuls | Blancs et nuls | Blancs et nuls | 121          | 6,32         | 59          | 3,14        |        |        |
| Exprimés       | Exprimés       | Exprimés       | 1 794        | 93,68        | 1 821       | 96,86       |        |        |

### Coutances
- Maire sortant : Yves Lamy (UMP)
- 29 sièges à pourvoir au conseil municipal (population légale 2011 : 9 311 habitants)
- 12 sièges à pourvoir au conseil communautaire (CC Coutances Mer et Bocage)

|                          | Yves Lamy *       | DVD            | 1 911 | 55,39  | 23 | 9 |  |  |
|                          | Delphine Fournier | PS             | 1 539 | 44,60  | 6  | 3 |  |  |
|                          |                   |                |       |        |    |   |  |  |
| Inscrits                 | Inscrits          | Inscrits       | 5 859 | 100,00 |    |   |  |  |
| Abstentions              | Abstentions       | Abstentions    | 2 251 | 38,42  |    |   |  |  |
| Votants                  | Votants           | Votants        | 3 608 | 61,58  |    |   |  |  |
| Blancs et nuls           | Blancs et nuls    | Blancs et nuls | 158   | 4,38   |    |   |  |  |
| Exprimés                 | Exprimés          | Exprimés       | 3 450 | 95,62  |    |   |  |  |
| * Liste du maire sortant |                   |                |       |        |    |   |  |  |

### Créances
- Maire sortant : Henri Lemoigne
- 19 sièges à pourvoir au conseil municipal (population légale 2011 : 2 190 habitants)
- 6 sièges à pourvoir au conseil communautaire (CC Côte Ouest Centre Manche)

|                          | Henri Lemoigne * | DVD            | 737   | 58,81  | 15 | 5 |  |  |
|                          | Philippe Durand  | SE             | 516   | 41,18  | 4  | 1 |  |  |
|                          |                  |                |       |        |    |   |  |  |
| Inscrits                 | Inscrits         | Inscrits       | 1 668 | 100,00 |    |   |  |  |
| Abstentions              | Abstentions      | Abstentions    | 324   | 19,42  |    |   |  |  |
| Votants                  | Votants          | Votants        | 1 344 | 80,58  |    |   |  |  |
| Blancs et nuls           | Blancs et nuls   | Blancs et nuls | 91    | 6,77   |    |   |  |  |
| Exprimés                 | Exprimés         | Exprimés       | 1 253 | 93,23  |    |   |  |  |
| * Liste du maire sortant |                  |                |       |        |    |   |  |  |

### Donville-les-Bains
- Maire sortant : Jean-Paul Launay
- 23 sièges à pourvoir au conseil municipal (population légale 2011 : 3 253 habitants)
- 4 sièges à pourvoir au conseil communautaire (CC de Granville, Terre et Mer)

|                          | Jean-Paul Launay * | UMP            | 1 043 | 58,46  | 19 | 3 |  |  |
|                          | Gaëlle Fagnen      | UDI            | 741   | 41,53  | 4  | 1 |  |  |
|                          |                    |                |       |        |    |   |  |  |
| Inscrits                 | Inscrits           | Inscrits       | 2 931 | 100,00 |    |   |  |  |
| Abstentions              | Abstentions        | Abstentions    | 1 074 | 36,64  |    |   |  |  |
| Votants                  | Votants            | Votants        | 1 857 | 63,36  |    |   |  |  |
| Blancs et nuls           | Blancs et nuls     | Blancs et nuls | 73    | 3,93   |    |   |  |  |
| Exprimés                 | Exprimés           | Exprimés       | 1 784 | 96,07  |    |   |  |  |
| * Liste du maire sortant |                    |                |       |        |    |   |  |  |

### Ducey
- Maire sortant : Henri-Jacques Dewitte
- 19 sièges à pourvoir au conseil municipal (population légale 2011 : 2 487 habitants)
- 4 sièges à pourvoir au conseil communautaire (CC d'Avranches-Mont St Michel)

|                | Denis Laporte  | UDI            | 719   | 100,00 | 19 | 4 |  |  |
|                |                |                |       |        |    |   |  |  |
| Inscrits       | Inscrits       | Inscrits       | 1 721 | 100,00 |    |   |  |  |
| Abstentions    | Abstentions    | Abstentions    | 566   | 32,89  |    |   |  |  |
| Votants        | Votants        | Votants        | 1 155 | 67,11  |    |   |  |  |
| Blancs et nuls | Blancs et nuls | Blancs et nuls | 436   | 37,75  |    |   |  |  |
| Exprimés       | Exprimés       | Exprimés       | 719   | 62,25  |    |   |  |  |

### Équeurdreville-Hainneville
- Maire sortant : Bernard Cauvin (PS)
- 33 sièges à pourvoir au conseil municipal (population légale 2011 : 17 386 habitants)
- 10 sièges à pourvoir au conseil communautaire ()

|                          | Bernard Cauvin * | PS             | 3 373  | 51,36  | 26 | 8 |  |  |
|                          | Eddy Saget       | DVD            | 2 093  | 31,87  | 5  | 1 |  |  |
|                          | Richard Delestre | FG             | 1 101  | 16,76  | 2  | 1 |  |  |
|                          |                  |                |        |        |    |   |  |  |
| Inscrits                 | Inscrits         | Inscrits       | 12 854 | 100,00 |    |   |  |  |
| Abstentions              | Abstentions      | Abstentions    | 5 927  | 46,11  |    |   |  |  |
| Votants                  | Votants          | Votants        | 6 927  | 53,89  |    |   |  |  |
| Blancs et nuls           | Blancs et nuls   | Blancs et nuls | 360    | 5,20   |    |   |  |  |
| Exprimés                 | Exprimés         | Exprimés       | 6 567  | 94,80  |    |   |  |  |
| * Liste du maire sortant |                  |                |        |        |    |   |  |  |

### Gouville-sur-Mer
- Maire sortant : Érick Beaufils
- 19 sièges à pourvoir au conseil municipal (population légale 2011 : 2 023 habitants)
- 4 sièges à pourvoir au conseil communautaire (CC Coutances Mer et Bocage)

|                          | Érick Beaufils *    | SE             | 733   | 62,75  | 16 | 4 |  |  |
|                          | Jean-Claude Leclerc | DVG            | 233   | 19,94  | 2  |   |  |  |
|                          | Jacky Gaillet       | SE             | 202   | 17,29  | 1  |   |  |  |
|                          |                     |                |       |        |    |   |  |  |
| Inscrits                 | Inscrits            | Inscrits       | 1 675 | 100,00 |    |   |  |  |
| Abstentions              | Abstentions         | Abstentions    | 451   | 26,93  |    |   |  |  |
| Votants                  | Votants             | Votants        | 1 224 | 73,07  |    |   |  |  |
| Blancs et nuls           | Blancs et nuls      | Blancs et nuls | 56    | 4,58   |    |   |  |  |
| Exprimés                 | Exprimés            | Exprimés       | 1 168 | 95,42  |    |   |  |  |
| * Liste du maire sortant |                     |                |       |        |    |   |  |  |

### Granville
- Maire sortant : Daniel Caruhel (DVG)
- 33 sièges à pourvoir au conseil municipal (population légale 2011 : 12 999 habitants)
- 16 sièges à pourvoir au conseil communautaire (CC de Granville, Terre et Mer)

| Tête de liste            | Tête de liste    | Liste          | Premier tour | Premier tour | Second tour | Second tour | Sièges | Sièges |
| Tête de liste            | Tête de liste    | Liste          | Voix         | %            | Voix        | %           | CM     | CC     |
| ------------------------ | ---------------- | -------------- | ------------ | ------------ | ----------- | ----------- | ------ | ------ |
|                          | Dominique Baudry | SE             | 1 818        | 31,69        | 2 532       | 43,40       | 24     | 12     |
|                          | Michel Peyre     | UDI            | 1 387        | 24,18        | 1 690       | 28,96       | 5      | 3      |
|                          | Daniel Caruhel * | DVG            | 825          | 14,38        | 1 051       | 18,01       | 3      | 1      |
|                          | Denis Feret      | FN             | 689          | 12,01        | 561         | 9,61        | 1      |        |
|                          | André Juin       | PS             | 512          | 8,92         |             |             |        |        |
|                          | Miloud Mansour   | FG             | 505          | 8,80         |             |             |        |        |
|                          |                  |                |              |              |             |             |        |        |
| Inscrits                 | Inscrits         | Inscrits       | 9 735        | 100,00       | 9 737       | 100,00      |        |        |
| Abstentions              | Abstentions      | Abstentions    | 3 847        | 39,52        | 3 682       | 37,81       |        |        |
| Votants                  | Votants          | Votants        | 5 888        | 60,48        | 6 055       | 62,19       |        |        |
| Blancs et nuls           | Blancs et nuls   | Blancs et nuls | 152          | 2,58         | 221         | 3,65        |        |        |
| Exprimés                 | Exprimés         | Exprimés       | 5 736        | 97,42        | 5 834       | 96,35       |        |        |
| * Liste du maire sortant |                  |                |              |              |             |             |        |        |

### Isigny-le-Buat
- Maire sortant : Érick Goupil
- 23 sièges à pourvoir au conseil municipal (population légale 2011 : 3 306 habitants)
- 6 sièges à pourvoir au conseil communautaire (CA Mont-Saint-Michel-Normandie)

|                          | Érick Goupil *     | UDI            | 916   | 51,83  | 18 | 5 |  |  |
|                          | Frédéric Marchetti | DVG            | 851   | 48,16  | 5  | 1 |  |  |
|                          |                    |                |       |        |    |   |  |  |
| Inscrits                 | Inscrits           | Inscrits       | 2 337 | 100,00 |    |   |  |  |
| Abstentions              | Abstentions        | Abstentions    | 429   | 18,36  |    |   |  |  |
| Votants                  | Votants            | Votants        | 1 908 | 81,64  |    |   |  |  |
| Blancs et nuls           | Blancs et nuls     | Blancs et nuls | 141   | 7,39   |    |   |  |  |
| Exprimés                 | Exprimés           | Exprimés       | 1 767 | 92,61  |    |   |  |  |
| * Liste du maire sortant |                    |                |       |        |    |   |  |  |

### Jullouville
- Maire sortant : Louis Forget
- 19 sièges à pourvoir au conseil municipal (population légale 2011 : 2 355 habitants)
- 3 sièges à pourvoir au conseil communautaire (CC de Granville, Terre et Mer)

|                | Alain Briere   | UMP            | 719   | 54,38  | 15 | 2 |  |  |
|                | Pierre Cheron  | SE             | 603   | 45,61  | 4  | 1 |  |  |
|                |                |                |       |        |    |   |  |  |
| Inscrits       | Inscrits       | Inscrits       | 2 074 | 100,00 |    |   |  |  |
| Abstentions    | Abstentions    | Abstentions    | 654   | 31,53  |    |   |  |  |
| Votants        | Votants        | Votants        | 1 420 | 68,47  |    |   |  |  |
| Blancs et nuls | Blancs et nuls | Blancs et nuls | 98    | 6,90   |    |   |  |  |
| Exprimés       | Exprimés       | Exprimés       | 1 322 | 93,10  |    |   |  |  |

### La Glacerie
- Maire sortant : Christian Lemarchand (UMP)
- 29 sièges à pourvoir au conseil municipal (population légale 2011 : 5 578 habitants)
- 3 sièges à pourvoir au conseil communautaire ()

|                          | Jean-Marie Lincheneau  | DVG            | 1 399 | 50,89  | 22 | 2 |  |  |
|                          | Christian Lemarchand * | DVD            | 1 350 | 49,10  | 7  | 1 |  |  |
|                          |                        |                |       |        |    |   |  |  |
| Inscrits                 | Inscrits               | Inscrits       | 4 558 | 100,00 |    |   |  |  |
| Abstentions              | Abstentions            | Abstentions    | 1 691 | 37,10  |    |   |  |  |
| Votants                  | Votants                | Votants        | 2 867 | 62,90  |    |   |  |  |
| Blancs et nuls           | Blancs et nuls         | Blancs et nuls | 118   | 4,12   |    |   |  |  |
| Exprimés                 | Exprimés               | Exprimés       | 2 749 | 95,88  |    |   |  |  |
| * Liste du maire sortant |                        |                |       |        |    |   |  |  |

### Les Pieux
- Maire sortant : Bruno Cottebrune
- 27 sièges à pourvoir au conseil municipal (population légale 2011 : 3 527 habitants)
- 9 sièges à pourvoir au conseil communautaire (CA du Cotentin)

| Tête de liste  | Tête de liste      | Liste          | Premier tour | Premier tour | Second tour | Second tour | Sièges | Sièges |
| Tête de liste  | Tête de liste      | Liste          | Voix         | %            | Voix        | %           | CM     | CC     |
| -------------- | ------------------ | -------------- | ------------ | ------------ | ----------- | ----------- | ------ | ------ |
|                | Jacques Leseigneur | SE             | 596          | 37,11        | 655         | 38,73       | 5      | 1      |
|                | Jacques Lepetit    | SE             | 582          | 36,23        | 678         | 40,09       | 19     | 7      |
|                | Yann Briand        | SE             | 428          | 26,65        | 358         | 21,17       | 3      | 1      |
|                |                    |                |              |              |             |             |        |        |
| Inscrits       | Inscrits           | Inscrits       | 2 535        | 100,00       | 2 535       | 100,00      |        |        |
| Abstentions    | Abstentions        | Abstentions    | 870          | 34,32        | 812         | 32,03       |        |        |
| Votants        | Votants            | Votants        | 1 665        | 65,68        | 1 723       | 67,97       |        |        |
| Blancs et nuls | Blancs et nuls     | Blancs et nuls | 59           | 3,54         | 32          | 1,86        |        |        |
| Exprimés       | Exprimés           | Exprimés       | 1 606        | 96,46        | 1 691       | 98,14       |        |        |

### Lessay
- Maire sortant : Claude Tarin
- 19 sièges à pourvoir au conseil municipal (population légale 2011 : 2 025 habitants)
- 5 sièges à pourvoir au conseil communautaire (CC Côte Ouest Centre Manche)

|                          | Claude Tarin * | DVD            | 539   | 100,00 | 19 | 5 |  |  |
|                          |                |                |       |        |    |   |  |  |
| Inscrits                 | Inscrits       | Inscrits       | 1 433 | 100,00 |    |   |  |  |
| Abstentions              | Abstentions    | Abstentions    | 576   | 40,20  |    |   |  |  |
| Votants                  | Votants        | Votants        | 857   | 59,80  |    |   |  |  |
| Blancs et nuls           | Blancs et nuls | Blancs et nuls | 318   | 37,11  |    |   |  |  |
| Exprimés                 | Exprimés       | Exprimés       | 539   | 62,89  |    |   |  |  |
| * Liste du maire sortant |                |                |       |        |    |   |  |  |

### Marigny
- Maire sortant : Bernard Brignot
- 19 sièges à pourvoir au conseil municipal (population légale 2011 : 2 152 habitants)
- 3 sièges à pourvoir au conseil communautaire (CA Saint-Lô Agglo)

|                | Fabrice Lemazurier | DVD            | 643   | 59,42  | 15 | 2 |  |  |
|                | David Heuvet       | DVG            | 439   | 40,57  | 4  | 1 |  |  |
|                |                    |                |       |        |    |   |  |  |
| Inscrits       | Inscrits           | Inscrits       | 1 708 | 100,00 |    |   |  |  |
| Abstentions    | Abstentions        | Abstentions    | 580   | 33,96  |    |   |  |  |
| Votants        | Votants            | Votants        | 1 128 | 66,04  |    |   |  |  |
| Blancs et nuls | Blancs et nuls     | Blancs et nuls | 46    | 4,08   |    |   |  |  |
| Exprimés       | Exprimés           | Exprimés       | 1 082 | 95,92  |    |   |  |  |

### Montebourg
- Maire sortant : Jean-Pierre Mauquest
- 19 sièges à pourvoir au conseil municipal (population légale 2011 : 2 098 habitants)
- 6 sièges à pourvoir au conseil communautaire (CA du Cotentin)

|                          | Jean-Pierre Mauquest * | SE             | 613   | 100,00 | 19 | 6 |  |  |
|                          |                        |                |       |        |    |   |  |  |
| Inscrits                 | Inscrits               | Inscrits       | 1 354 | 100,00 |    |   |  |  |
| Abstentions              | Abstentions            | Abstentions    | 538   | 39,73  |    |   |  |  |
| Votants                  | Votants                | Votants        | 816   | 60,27  |    |   |  |  |
| Blancs et nuls           | Blancs et nuls         | Blancs et nuls | 203   | 24,88  |    |   |  |  |
| Exprimés                 | Exprimés               | Exprimés       | 613   | 75,12  |    |   |  |  |
| * Liste du maire sortant |                        |                |       |        |    |   |  |  |

### Percy
- Maire sortant : Philippe Le Gallet
- 19 sièges à pourvoir au conseil municipal (population légale 2011 : 2 289 habitants)
- 7 sièges à pourvoir au conseil communautaire (CC Intercom du Bassin de Villedieu)

|                | Charly Varin   | DVD            | 619   | 59,51  | 15 | 6 |  |  |
|                | Monique Néhou  | DVG            | 421   | 40,48  | 4  | 1 |  |  |
|                |                |                |       |        |    |   |  |  |
| Inscrits       | Inscrits       | Inscrits       | 1 626 | 100,00 |    |   |  |  |
| Abstentions    | Abstentions    | Abstentions    | 451   | 27,74  |    |   |  |  |
| Votants        | Votants        | Votants        | 1 175 | 72,26  |    |   |  |  |
| Blancs et nuls | Blancs et nuls | Blancs et nuls | 135   | 11,49  |    |   |  |  |
| Exprimés       | Exprimés       | Exprimés       | 1 040 | 88,51  |    |   |  |  |

### Périers
- Maire sortant : Gabriel Daube
- 19 sièges à pourvoir au conseil municipal (population légale 2011 : 2 373 habitants)
- 9 sièges à pourvoir au conseil communautaire (CC Côte Ouest Centre Manche)

|                          | Gabriel Daube * | UDI            | 840   | 69,59  | 16 | 8 |  |  |
|                          | Damien Pillon   | SE             | 367   | 30,40  | 3  | 1 |  |  |
|                          |                 |                |       |        |    |   |  |  |
| Inscrits                 | Inscrits        | Inscrits       | 1 682 | 100,00 |    |   |  |  |
| Abstentions              | Abstentions     | Abstentions    | 424   | 25,21  |    |   |  |  |
| Votants                  | Votants         | Votants        | 1 258 | 74,79  |    |   |  |  |
| Blancs et nuls           | Blancs et nuls  | Blancs et nuls | 51    | 4,05   |    |   |  |  |
| Exprimés                 | Exprimés        | Exprimés       | 1 207 | 95,95  |    |   |  |  |
| * Liste du maire sortant |                 |                |       |        |    |   |  |  |

### Pontorson
- Maire sortant : Patrick Larivière
- 27 sièges à pourvoir au conseil municipal (population légale 2011 : 4 138 habitants)
- 6 sièges à pourvoir au conseil communautaire (CA Mont-Saint-Michel-Normandie)

| Tête de liste  | Tête de liste    | Liste          | Premier tour | Premier tour | Second tour | Second tour | Sièges | Sièges |
| Tête de liste  | Tête de liste    | Liste          | Voix         | %            | Voix        | %           | CM     | CC     |
| -------------- | ---------------- | -------------- | ------------ | ------------ | ----------- | ----------- | ------ | ------ |
|                | André Denot      | SE             | 861          | 43,61        | 914         | 45,74       | 20     | 4      |
|                | Claude Lemétayer | DVG            | 589          | 29,83        | 616         | 30,83       | 4      | 1      |
|                | Jean-Luc Ganche  | SE             | 524          | 26,54        | 468         | 23,42       | 3      | 1      |
|                |                  |                |              |              |             |             |        |        |
| Inscrits       | Inscrits         | Inscrits       | 2 844        | 100,00       | 2 840       | 100,00      |        |        |
| Abstentions    | Abstentions      | Abstentions    | 792          | 27,85        | 776         | 27,32       |        |        |
| Votants        | Votants          | Votants        | 2 052        | 72,15        | 2 064       | 72,68       |        |        |
| Blancs et nuls | Blancs et nuls   | Blancs et nuls | 78           | 3,80         | 66          | 3,20        |        |        |
| Exprimés       | Exprimés         | Exprimés       | 1 974        | 96,20        | 1 998       | 96,80       |        |        |

### Querqueville
- Maire sortant : Jean-Michel Maghe (DVD)
- 29 sièges à pourvoir au conseil municipal (population légale 2011 : 5 136 habitants)
- 2 sièges à pourvoir au conseil communautaire ()

|                          | Jean-Michel Maghe * | DVD            | 1 340 | 63,11  | 24 | 2 |  |  |
|                          | Pierre Bihet        | DVG            | 783   | 36,88  | 5  |   |  |  |
|                          |                     |                |       |        |    |   |  |  |
| Inscrits                 | Inscrits            | Inscrits       | 3 603 | 100,00 |    |   |  |  |
| Abstentions              | Abstentions         | Abstentions    | 1 404 | 38,97  |    |   |  |  |
| Votants                  | Votants             | Votants        | 2 199 | 61,03  |    |   |  |  |
| Blancs et nuls           | Blancs et nuls      | Blancs et nuls | 76    | 3,46   |    |   |  |  |
| Exprimés                 | Exprimés            | Exprimés       | 2 123 | 96,54  |    |   |  |  |
| * Liste du maire sortant |                     |                |       |        |    |   |  |  |

### Saint-Amand
- Maire sortant : Bernard Brun
- 19 sièges à pourvoir au conseil municipal (population légale 2011 : 2 293 habitants)
- 3 sièges à pourvoir au conseil communautaire (CA Saint-Lô Agglo)

|                | Jean Lebouvier                  | UDI            | 588   | 51,53  | 15 | 2 |  |  |
|                | Guillaume Achard De Leluardière | UDI            | 553   | 48,46  | 4  | 1 |  |  |
|                |                                 |                |       |        |    |   |  |  |
| Inscrits       | Inscrits                        | Inscrits       | 1 710 | 100,00 |    |   |  |  |
| Abstentions    | Abstentions                     | Abstentions    | 437   | 25,56  |    |   |  |  |
| Votants        | Votants                         | Votants        | 1 273 | 74,44  |    |   |  |  |
| Blancs et nuls | Blancs et nuls                  | Blancs et nuls | 132   | 10,37  |    |   |  |  |
| Exprimés       | Exprimés                        | Exprimés       | 1 141 | 89,63  |    |   |  |  |

### Saint-Hilaire-du-Harcouët
- Maire sortant : Gilbert Badiou
- 27 sièges à pourvoir au conseil municipal (population légale 2011 : 3 969 habitants)
- 8 sièges à pourvoir au conseil communautaire (CA Mont-Saint-Michel-Normandie)

|                          | Gilbert Badiou * | SE             | 1 402 | 100,00 | 27 | 8 |  |  |
|                          |                  |                |       |        |    |   |  |  |
| Inscrits                 | Inscrits         | Inscrits       | 2 886 | 100,00 |    |   |  |  |
| Abstentions              | Abstentions      | Abstentions    | 1 017 | 35,24  |    |   |  |  |
| Votants                  | Votants          | Votants        | 1 869 | 64,76  |    |   |  |  |
| Blancs et nuls           | Blancs et nuls   | Blancs et nuls | 467   | 24,99  |    |   |  |  |
| Exprimés                 | Exprimés         | Exprimés       | 1 402 | 75,01  |    |   |  |  |
| * Liste du maire sortant |                  |                |       |        |    |   |  |  |

### Saint-James
- Maire sortant : Michel Thoury
- 23 sièges à pourvoir au conseil municipal (population légale 2011 : 2 718 habitants)
- 12 sièges à pourvoir au conseil communautaire (CA Mont-Saint-Michel-Normandie)

|                | Nathalie Panassié | DVD            | 769   | 100,00 | 23 | 12 |  |  |
|                |                   |                |       |        |    |    |  |  |
| Inscrits       | Inscrits          | Inscrits       | 1 926 | 100,00 |    |    |  |  |
| Abstentions    | Abstentions       | Abstentions    | 704   | 36,55  |    |    |  |  |
| Votants        | Votants           | Votants        | 1 222 | 63,45  |    |    |  |  |
| Blancs et nuls | Blancs et nuls    | Blancs et nuls | 453   | 37,07  |    |    |  |  |
| Exprimés       | Exprimés          | Exprimés       | 769   | 62,93  |    |    |  |  |

### Saint-Lô
- Maire sortant : François Digard (UMP)
- 33 sièges à pourvoir au conseil municipal (population légale 2011 : 18 874 habitants)
- 24 sièges à pourvoir au conseil communautaire (CA Saint-Lô Agglo)

| Tête de liste  | Tête de liste    | Liste          | Premier tour | Premier tour | Second tour | Second tour | Sièges | Sièges |
| Tête de liste  | Tête de liste    | Liste          | Voix         | %            | Voix        | %           | CM     | CC     |
| -------------- | ---------------- | -------------- | ------------ | ------------ | ----------- | ----------- | ------ | ------ |
|                | François Brière  | DVD            | 3 042        | 39,27        | 4 211       | 52,87       | 26     | 19     |
|                | Christine Le Coz | PS-PCF-EELV    | 2 300        | 29,69        | 2 643       | 33,18       | 5      | 4      |
|                | Pascal Baisnée   | DVD            | 1 497        | 19,32        | 1 110       | 13,93       | 2      | 1      |
|                | Ludovic Turpin   | MoDem          | 515          | 6,64         |             |             |        |        |
|                | Jacques Jourdan  | FG             | 392          | 5,06         |             |             |        |        |
|                |                  |                |              |              |             |             |        |        |
| Inscrits       | Inscrits         | Inscrits       | 13 620       | 100,00       | 13 621      | 100,00      |        |        |
| Abstentions    | Abstentions      | Abstentions    | 5 663        | 41,58        | 5 473       | 40,18       |        |        |
| Votants        | Votants          | Votants        | 7 957        | 58,42        | 8 148       | 59,82       |        |        |
| Blancs et nuls | Blancs et nuls   | Blancs et nuls | 211          | 2,65         | 184         | 2,26        |        |        |
| Exprimés       | Exprimés         | Exprimés       | 7 746        | 97,35        | 7 964       | 97,74       |        |        |

### Saint-Martin-des-Champs
- Maire sortant : Louis Pinson
- 19 sièges à pourvoir au conseil municipal (population légale 2011 : 2 245 habitants)
- 4 sièges à pourvoir au conseil communautaire (CA Mont-Saint-Michel-Normandie)

|                | Jacques Lucas  | SE             | 899   | 100,00 | 19 | 4 |  |  |
|                |                |                |       |        |    |   |  |  |
| Inscrits       | Inscrits       | Inscrits       | 2 056 | 100,00 |    |   |  |  |
| Abstentions    | Abstentions    | Abstentions    | 864   | 42,02  |    |   |  |  |
| Votants        | Votants        | Votants        | 1 192 | 57,98  |    |   |  |  |
| Blancs et nuls | Blancs et nuls | Blancs et nuls | 293   | 24,58  |    |   |  |  |
| Exprimés       | Exprimés       | Exprimés       | 899   | 75,42  |    |   |  |  |

### Saint-Pair-sur-Mer
- Maire sortant : Albert Noury
- 27 sièges à pourvoir au conseil municipal (population légale 2011 : 3 896 habitants)
- 5 sièges à pourvoir au conseil communautaire (CC de Granville, Terre et Mer)

|                | Bertrand Sorre   | SE             | 1 548 | 65,09  | 23 | 4 |  |  |
|                | Gerard Desmeules | SE             | 830   | 34,90  | 4  | 1 |  |  |
|                |                  |                |       |        |    |   |  |  |
| Inscrits       | Inscrits         | Inscrits       | 3 392 | 100,00 |    |   |  |  |
| Abstentions    | Abstentions      | Abstentions    | 930   | 27,42  |    |   |  |  |
| Votants        | Votants          | Votants        | 2 462 | 72,58  |    |   |  |  |
| Blancs et nuls | Blancs et nuls   | Blancs et nuls | 84    | 3,41   |    |   |  |  |
| Exprimés       | Exprimés         | Exprimés       | 2 378 | 96,59  |    |   |  |  |

### Saint-Sauveur-le-Vicomte
- Maire sortant : Michel Quinet
- 19 sièges à pourvoir au conseil municipal (population légale 2011 : 2 120 habitants)
- 9 sièges à pourvoir au conseil communautaire (CA du Cotentin)

|                          | Denise Vasselin | SE             | 630   | 57,22  | 15 | 7 |  |  |
|                          | Michel Quinet * | SE             | 471   | 42,77  | 4  | 2 |  |  |
|                          |                 |                |       |        |    |   |  |  |
| Inscrits                 | Inscrits        | Inscrits       | 1 644 | 100,00 |    |   |  |  |
| Abstentions              | Abstentions     | Abstentions    | 489   | 29,74  |    |   |  |  |
| Votants                  | Votants         | Votants        | 1 155 | 70,26  |    |   |  |  |
| Blancs et nuls           | Blancs et nuls  | Blancs et nuls | 54    | 4,68   |    |   |  |  |
| Exprimés                 | Exprimés        | Exprimés       | 1 101 | 95,32  |    |   |  |  |
| * Liste du maire sortant |                 |                |       |        |    |   |  |  |

### Sourdeval
- Maire sortant : Albert Bazire
- 23 sièges à pourvoir au conseil municipal (population légale 2011 : 2 733 habitants)
- 8 sièges à pourvoir au conseil communautaire (CA Mont-Saint-Michel-Normandie)

|                          | Albert Bazire *     | UMP            | 841   | 50,02  | 18 | 6 |  |  |
|                          | Francine Fourmentin | SE             | 840   | 49,97  | 5  | 2 |  |  |
|                          |                     |                |       |        |    |   |  |  |
| Inscrits                 | Inscrits            | Inscrits       | 2 196 | 100,00 |    |   |  |  |
| Abstentions              | Abstentions         | Abstentions    | 440   | 20,04  |    |   |  |  |
| Votants                  | Votants             | Votants        | 1 756 | 79,96  |    |   |  |  |
| Blancs et nuls           | Blancs et nuls      | Blancs et nuls | 75    | 4,27   |    |   |  |  |
| Exprimés                 | Exprimés            | Exprimés       | 1 681 | 95,73  |    |   |  |  |
| * Liste du maire sortant |                     |                |       |        |    |   |  |  |

### Torigni-sur-Vire
- Maire sortant : Anne-Marie Cousin
- 19 sièges à pourvoir au conseil municipal (population légale 2011 : 2 362 habitants)
- 3 sièges à pourvoir au conseil communautaire (CA Saint-Lô Agglo)

|                          | Anne-Marie Cousin * | UDI            | 713   | 66,07  | 16 | 2 |  |  |
|                          | Hrôlf Lemarchant    | PS             | 366   | 33,92  | 3  | 1 |  |  |
|                          |                     |                |       |        |    |   |  |  |
| Inscrits                 | Inscrits            | Inscrits       | 1 666 | 100,00 |    |   |  |  |
| Abstentions              | Abstentions         | Abstentions    | 534   | 32,05  |    |   |  |  |
| Votants                  | Votants             | Votants        | 1 132 | 67,95  |    |   |  |  |
| Blancs et nuls           | Blancs et nuls      | Blancs et nuls | 53    | 4,68   |    |   |  |  |
| Exprimés                 | Exprimés            | Exprimés       | 1 079 | 95,32  |    |   |  |  |
| * Liste du maire sortant |                     |                |       |        |    |   |  |  |

### Tourlaville
- Maire sortant : Gilbert Lepoittevin (PS)
- 33 sièges à pourvoir au conseil municipal (population légale 2011 : 15 836 habitants)
- 9 sièges à pourvoir au conseil communautaire ()

| Tête de liste            | Tête de liste         | Liste          | Premier tour | Premier tour | Second tour | Second tour | Sièges | Sièges |
| Tête de liste            | Tête de liste         | Liste          | Voix         | %            | Voix        | %           | CM     | CC     |
| ------------------------ | --------------------- | -------------- | ------------ | ------------ | ----------- | ----------- | ------ | ------ |
|                          | Gilbert Lepoittevin * | PS             | 2 611        | 37,67        | 2 948       | 41,44       | 24     | 7      |
|                          | Hervé Feuilly         | UMP            | 1 944        | 28,05        | 2 412       | 33,90       | 5      | 1      |
|                          | Paul Goureman         | DVG            | 1 724        | 24,87        | 1 753       | 24,64       | 4      | 1      |
|                          | Bertrand Hulin        | FG             | 651          | 9,39         |             |             |        |        |
|                          |                       |                |              |              |             |             |        |        |
| Inscrits                 | Inscrits              | Inscrits       | 12 171       | 100,00       | 12 169      | 100,00      |        |        |
| Abstentions              | Abstentions           | Abstentions    | 4 996        | 41,05        | 4 786       | 39,33       |        |        |
| Votants                  | Votants               | Votants        | 7 175        | 58,95        | 7 383       | 60,67       |        |        |
| Blancs et nuls           | Blancs et nuls        | Blancs et nuls | 245          | 3,41         | 270         | 3,66        |        |        |
| Exprimés                 | Exprimés              | Exprimés       | 6 930        | 96,59        | 7 113       | 96,34       |        |        |
| * Liste du maire sortant |                       |                |              |              |             |             |        |        |

### Urville-Nacqueville
- Maire sortant : Yveline Druez
- 19 sièges à pourvoir au conseil municipal (population légale 2011 : 2 191 habitants)
- 5 sièges à pourvoir au conseil communautaire (CC de la Hague)

|                          | Yveline Druez * | DVG            | 818   | 66,61  | 16 | 4 |  |  |
|                          | Henri Ramaré    | DVD            | 410   | 33,38  | 3  | 1 |  |  |
|                          |                 |                |       |        |    |   |  |  |
| Inscrits                 | Inscrits        | Inscrits       | 1 829 | 100,00 |    |   |  |  |
| Abstentions              | Abstentions     | Abstentions    | 552   | 30,18  |    |   |  |  |
| Votants                  | Votants         | Votants        | 1 277 | 69,82  |    |   |  |  |
| Blancs et nuls           | Blancs et nuls  | Blancs et nuls | 49    | 3,84   |    |   |  |  |
| Exprimés                 | Exprimés        | Exprimés       | 1 228 | 96,16  |    |   |  |  |
| * Liste du maire sortant |                 |                |       |        |    |   |  |  |

### Valognes
- Maire sortant : Jacques Coquelin (DVD)
- 29 sièges à pourvoir au conseil municipal (population légale 2011 : 7 057 habitants)
- 12 sièges à pourvoir au conseil communautaire (CA du Cotentin)

|                          | Jacques Coquelin * | DVD            | 1 741 | 54,44  | 23 | 9 |  |  |
|                          | Fabrice Rodriguez  | PS-PCF-EELV    | 918   | 28,70  | 4  | 2 |  |  |
|                          | Robert Retout      | FN             | 539   | 16,85  | 2  | 1 |  |  |
|                          |                    |                |       |        |    |   |  |  |
| Inscrits                 | Inscrits           | Inscrits       | 5 301 | 100,00 |    |   |  |  |
| Abstentions              | Abstentions        | Abstentions    | 1 988 | 37,50  |    |   |  |  |
| Votants                  | Votants            | Votants        | 3 313 | 62,50  |    |   |  |  |
| Blancs et nuls           | Blancs et nuls     | Blancs et nuls | 115   | 3,47   |    |   |  |  |
| Exprimés                 | Exprimés           | Exprimés       | 3 198 | 96,53  |    |   |  |  |
| * Liste du maire sortant |                    |                |       |        |    |   |  |  |

### Villedieu-les-Poêles
- Maire sortant : Daniel Macé
- 27 sièges à pourvoir au conseil municipal (population légale 2011 : 3 833 habitants)
- 11 sièges à pourvoir au conseil communautaire (CC Intercom du Bassin de Villedieu)

| Tête de liste            | Tête de liste     | Liste          | Premier tour | Premier tour | Second tour | Second tour | Sièges | Sièges |
| Tête de liste            | Tête de liste     | Liste          | Voix         | %            | Voix        | %           | CM     | CC     |
| ------------------------ | ----------------- | -------------- | ------------ | ------------ | ----------- | ----------- | ------ | ------ |
|                          | Daniel Macé *     | DVD            | 741          | 42,00        | 792         | 42,37       | 6      | 2      |
|                          | Philippe Lemaître | UDI            | 615          | 34,86        | 817         | 43,71       | 20     | 9      |
|                          | Philippe Détrez   | UDI            | 408          | 23,12        | 260         | 13,91       | 1      |        |
|                          |                   |                |              |              |             |             |        |        |
| Inscrits                 | Inscrits          | Inscrits       | 2 731        | 100,00       | 2 731       | 100,00      |        |        |
| Abstentions              | Abstentions       | Abstentions    | 876          | 32,08        | 806         | 29,51       |        |        |
| Votants                  | Votants           | Votants        | 1 855        | 67,92        | 1 925       | 70,49       |        |        |
| Blancs et nuls           | Blancs et nuls    | Blancs et nuls | 91           | 4,91         | 56          | 2,91        |        |        |
| Exprimés                 | Exprimés          | Exprimés       | 1 764        | 95,09        | 1 869       | 97,09       |        |        |
| * Liste du maire sortant |                   |                |              |              |             |             |        |        |